# 18009 Patrickgeer
18009 Patrickgeer è un asteroide della fascia principale. Scoperto nel 1999, presenta un'orbita caratterizzata da un semiasse maggiore pari a 2,8170005 UA e da un'eccentricità di 0,0855690, inclinata di 9,70969° rispetto all'eclittica.